# Carlos Carvalhal
Carlos Augusto Soares da Costa Faria Carvalhal kurz Carlos Carvalhal (* 4. Dezember 1965 in Braga) ist ein portugiesischer Fußballtrainer und ehemaliger Fußballspieler.

## Spielerkarriere
Der 1965 in Braga geborene Carlos Carvalhal spielte zu Beginn seiner Karriere in seiner Heimatstadt bei Sporting Braga. Eine weitere Station war der FC Porto, für den er ein Jahr spielte. Insgesamt absolvierte Carvahal 259 Spiele und schoss ein Tor.

## Trainerkarriere
Carvalhal begann seine Trainer-Karriere beim SC Espinho in der 2. Liga, wurde aber nach eineinhalb Jahren entlassen. Er wechselte auf den Trainerstuhl von Belenenses Lissabon. Nach fünf Niederlagen in acht Spielen trennte sich der Verein 2006 bereits wieder von ihm. Weitere, kurze Stationen als Trainer folgten. Im August 2011 wechselte Carvahal in die Türkei zu Beşiktaş Istanbul. Am 2. April trennte sich Beşiktaş von Carvalhal.
Bereits zur neuen Saison kehrte er in die türkische Süper Lig zurück und wurde als neuer Trainer von Istanbul Büyükşehir Belediyespor vorgestellt. Er löste damit den alten Trainer Arif Erdem ab. Nach einem enttäuschenden Saisonverlauf erklärte er nach dem 11. Spieltag seinen Rücktritt. Bereits wenige Tage nach diesem Rücktritt wurde er vom türkischen Trainer Bülent Korkmaz abgelöst.
Mit Sheffield Wednesday gelang Carvalhal im Achtelfinale des League Cup 2015/16 ein 3:0-Heimsieg gegen den FC Arsenal. Carvalhal führte Sheffield zwei Mal in die Aufstiegs-Play-offs, 2016 scheiterte man im Finale mit 0:1 an Hull City, 2017 schied die Mannschaft im Halbfinale im Elfmeterschießen gegen Huddersfield Town aus. Nach einer 1:2-Niederlage gegen den FC Middlesbrough wurde seine Vertrag am 24. Dezember 2017 in gegenseitigem Einvernehmen aufgelöst. Auch sein Trainerkollege vom FC Middlesbrough, Garry Monk, wurde nach dieser Partie entlassen.
Am 28. Dezember 2017 wurde Carvalhal als neuer Cheftrainer von Swansea City vorgestellt. Sein Vertrag lief mit einer Option auf Verlängerung bis zum Ende der Saison. Carvalhal gelang es nicht, den Klub aus der Abstiegszone zu führen und der Verein stieg am Saisonende als Drittletzter aus der Premier League ab. Er erhielt in der Folge keinen neuen Vertrag angeboten.
2022 ging Carvalhal zu Celta Vigo. Am Ende der Saison landete Celta Vigo 13. Platz. Er wurde am 10. Juni 2023 entlassen.
Von Dezember 2023 bis Februar 2024 trainierte er Olympiakos Piräus.

## Erfolge
- 2001/02 Portugiesischer Pokal Finalist mit Leixões
- 2001/02 UEFA-Cup-Qualifikation mit Leixões
- 2002/03 Erreichte die 2. Liga mit Leixões
- 2002/03 UEFA-Gruppenphase mit Leixões
- 2003/04 Erreichte die 1. Liga mit Vitória Setúbal
- 2006/07 UEFA-Gruppenphase mit Sporting Braga
- 2007/08 UEFA-Cup-Qualifikation mit Vitória Setúbal
- 2007/08 Port. Liga-Pokal-Gewinner mit Vitória Setúbal
- 2009/10 UEFA-Gruppenphase (Runde 16) mit Sporting Lissabon
- 2021/22 UEFA Runde 16 mit SC Braga

## Sonstiges
Gemeinsam mit zwei Freunden gründete Carvalhal 1988 den Sportartikelhersteller Lacatoni, der im Laufe der Zeit eine bedeutende Stellung auf dem portugiesischen Markt einnahm und 2009 sieben der 16 Erstligisten ausstattete. Zudem werden verschiedene Fußball-Nationalmannschaften im Bereich der portugiesischsprachigen, vormaligen Kolonien ebenso ausgestattet wie Mannschaften in anderen Sportarten. Hierzu gehört die portugiesische Rollhockeymannschaft, die 2019 Weltmeister wurde.